# Štiavnické Bane
Štiavnické Bane (in tedesco Siegelsberg; in ungherese Hegybánya) è un comune della Slovacchia facente parte del distretto di Banská Štiavnica, nella regione di Banská Bystrica.
Štiavnické Bane è stato il luogo di nascita dell'astronomo del XVIII secolo Maximilian Hell, dell'inventore Josef Karl Hell (1713 – 1789) e del controverso politico della seconda guerra mondiale Vojtech Tuka. Qui vissero il traduttore e mecenate Juraj Palkovič (1763 – 1835) e il drammaturgo Ján Palárik (1822-1870).
Tra i nomi antichi del villaggio ci sono Pergh (in tedesco), Pjerg (in ungherese), e Piarg (in slovacco).

## Storia
Štiavnické Bane è un piccolo centro di origine mineraria fondato da coloni di lingua tedesca nel 1352 (Sygluspergh).